# قائمة قطع السيارة
هذه قائمة غير مكتملة. الرجاء المساعدة في إتمامها.

## الجسم والأجزاء الخارجية

### الجسم
- غطاء محرك السيارة (Bonnet)
- داعم قلب المشع (Radiator core support)
- رفراف السيارة (front & rear fender )
- واجهة السيارة (Fascia) or )radiator frame
- اللقاطات الأمامية
- الشبك الأمامي front bumper grill
- غطاء العجلات wheel cap
- الغطاء الخلفي
- حمالة سطح السيارة
- المتلاف (Spoiler)
  - المتلاف الأمامي
  - المتلاف الخلفي أو الأجنحة
- الملحمات (Welded assemblies)

### الأبواب
- رافدة الباب
- مسكات الباب
- محكمات الباب
- مانعات المطر (Door watershields)
- المفاصل hing ass
- سقاطات الباب
- أقفال lock

### النوافذ
- الزجاج window motor -window regulator - window machine
- نافذة السطح sun roof
- محرك نافذة السطح sun roof motor - sun roof regulator
- محرك النافذة
- حامي الهواء
- ضابط النافذة
- محكمات النافذة

## الكهرباء والإلكترونيات

### الأجهزة السمعية والبصرية
- الهوائي
- كابلات الهوائي
- الراديو
- القرص المدمج
- السماعات

### أجهزة الشحن
- مولد التيار البديل
  - مثبت مولد التيار
  - سناد مولد التيار
  - مراوح مولد التيار
  - المولد

### جهاز مد الكهرباء
- البطاريات
  - علبة البطارية
  - كابلات البطارية
  - نهائيات كابل البطارية
  - نظام تحكم البطاريات
  - لوحات البطاريات
  - طبق البطارية
- منظم الجهد الكهربائي

### أجهزة القياس
- مقياس التيار الكهربائي
- مقياس الانحراف
- مقياس المولد الكهربائي
- مقياس الوقود
- مقياس الماء
- عداد المسافات
- عداد السرعة
- مقياس سرع الدوران
- مقياس الحرارة
- مقياس ضغط الإطارات
- مقياس التفريغ
- مقياس الفولط الكهربائي
- مقياس درجة حرارة الماء
- مقياس مستوى الزيت

### نظام الاشتعال
- أسلاف الوصل الملفوفة
- موزع الكهرباء
- علبة الاشتعال
- لفائف الاشتعال
  - أجزاء لفائف الاشتعال
  - متحكمات لفائف الاشتعال
- المغنيط

### الإنارة وأجهزة الإشارة
- ضوء الكبح الوسطي العلوي (CHMSL (Center High Mount Stop Lamp))
- ضوء غطاء المحرك
- ضوء الضباب
- ضوء الهالوجين
- الضوء العالي
- ضوء القمرة
- ضوء لوحة السيارة
- الأضواء الجانبية
- الأضواء الخلفية
- غطاء الأضواء الخلفية

### الكشافات
- كشاف كيس الهواء
- كشاف موقع عمود الحدبات
- كشاف موقع عمود المرفق
- كشاف المحرك
- كشاف مستوى الوقود
- كشاف الضوء
- كشاف الضغط المتعدد
- كشاف الأكسجين
- كشاف الضغط
- كشاف المطر
- كشاف الحرارة
- كشاف جهاز المكابح الاتوماتيكي
- كشاف ال TDC
- كشاف MAP
- كشاف IMA

### نظام بدء المحرك
- شمعة الاشتعال
- مبديء الحركة
  - دافع مبدئ الحركة
  - ملف مبديء الحركة اللولبي

### مفاتيح كهربائية
- مفتاح البطارية الكهربائي
- مفتاح كهرباء الاشتعال
- مفتاح كهرباء النوافذ الذاتية التحرك
- مفتاح عامود قيادة التوجيه الكهربائي
- غطاء المفتاح الكهربائي
- لوحات المفتاح الكهربائي
- ترموستات

### عدة تثبيت الأسلاك
- عدة تثبيت مكيف الهواء
- عدة تثبيت مقصورة المحرك
- عدة تثبيت الداخلية
- عدة التثبيت الأرضية

### أجزاء مختلفة
- مطبقية تحكم كيس الهواء (إيرباغ)
- الإنذار والصفارة
- أنظمة الإقفال المركزية
- حواسيب التحكم بالهيكل
- حواسيب التحكم بالتطواف
- وحدات التحكم بالمحرك
- علب الصمامات الكهربائي
- تماسات الأبواب
- أنظمة إدارة وتحكم المحرك
- وحدات التحكم بالمحرك
- صمامات كهربائية
- ربطات أرضية
- رقاقات الأداء
- مراقبات الإداء
- موصلات التناوب
- أقفال عن بعد
- محسنات تغيير التروس
- متحكمات السرعة
- معير مقياس السرعة
- حواسيب جهاز نقل الحركة
- موصلات الأسلاك